# Château de Haute-Fraipont
Le château de Haute-Fraipont est un château du village de Fraipont, qui fait partie de la commune belge de Trooz, situé rue Haute 431.
Le château est construit sur un rocher surplombant la Vesdre. Il est construit en forme de U et est accessible par une longue allée bordée de conifères.

## Historique
Le château de Haute-Fraipont est le siège des seigneurs de Haute-Fraipont pendant des siècles. Jusqu'au XVIIe siècle, ces seigneurs appartiennent à la famille de Waroux. Le premier seigneur connu est Renier de Visé, châtelain de Dalhem et fils de Breton l'Ancien de Waroux. Le fils de Renier, également nommé Renier, se fait appeler Renier de Fraipont. En 1345, il devient seigneur de Fraipont et de Banneux, et tuteur de Louveigné. Au XVIIe siècle, la propriété passe à la famille De Calwaert.
Le château actuel est construit sur les fondations d'un château médiéval détruit en septembre 1677 par les troupes françaises qui occupaient Maastricht. Le château est reconstruit, mais en 1784, les ailes nord et est sont de nouveau détruites par un incendie. Elles sont reconstruites vers 1800.
L'aile sud, située du côté de la cour intérieure, est entièrement construite en calcaire. Elle porte les dates 1681 et 1682. Au rez-de-chaussée se trouvaient les écuries, accessibles par une porte avec un arc en plein cintre reposant sur des piliers.
Dans le sud-est, on trouve une tour d'angle en encorbellement, soutenue par un contrefort.

Chapelle du château

## Chapelle
La chapelle du château est séparée du château, au nord-ouest de celui-ci. Elle est probablement construite au XVIIe siècle et possède une nef de deux travées et un chœur à chevet plat. La chapelle est construite en blocs de grès. La porte d'entrée se trouve dans le mur sud et sur le toit se trouve un clocheton carré à flèche octogonale, entièrement recouvert d'ardoises.